# Liceo Condorcet

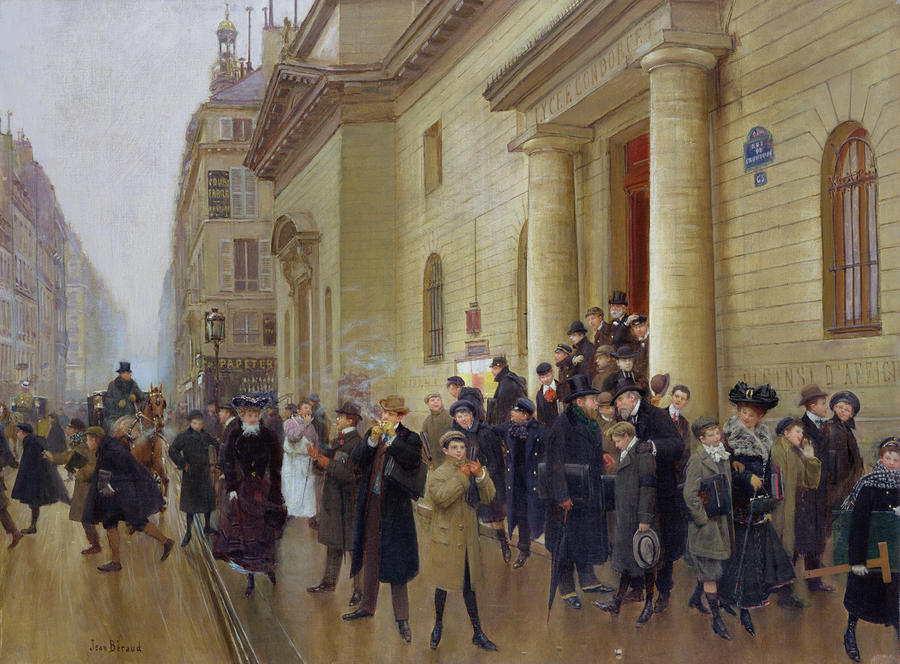
L'entrata del liceo dipinta in un quadro di Jean Beraud

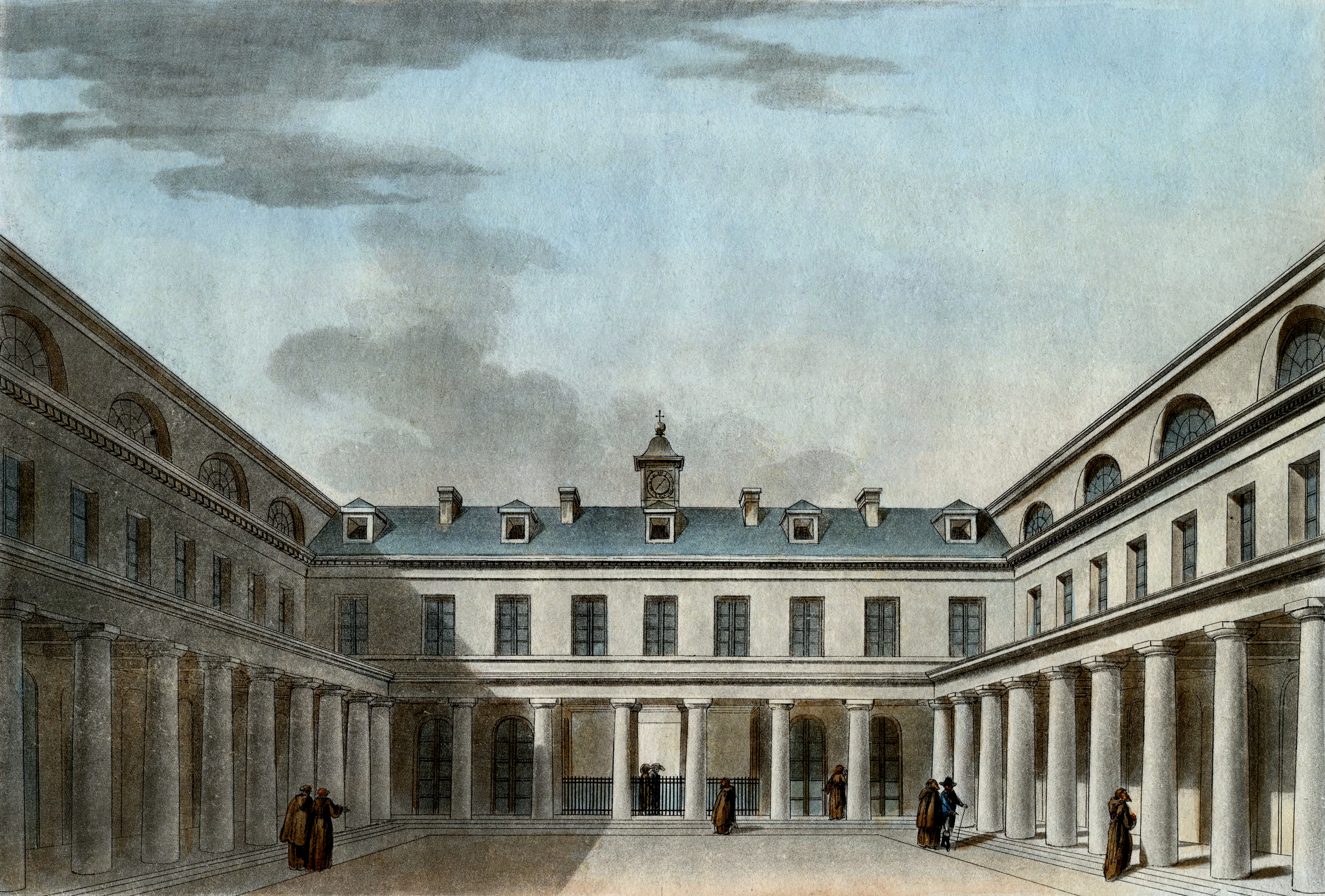
Il cortile del liceo

Il Liceo Condorcet è una scuola secondaria di Parigi. Si trova in rue du Havre 8, nel IX arrondissement, tra la stazione di Saint-Lazare e il Boulevard Haussmann.
Fondato nel 1803, e da allora operativo, è tutt'oggi considerato uno dei migliori licei della città ed è tra i quattro più antichi che in essa si trovano.

## Storia del liceo
Costruito nel 1803, è costituito in parte dai preesistenti edifici neoclassici del convento dei cappuccini di San Luigi d'Antin, opera di Alexandre-Théodore Brongniart e dichiarati bene nazionale nel 1789.
Per la minore rigidità rispetto alle altre scuole, fu meta dei figli della nuova borghesia progressista, che vide nei metodi di insegnamento del Condorcet una nuova via rispetto a quella d'ancien régime. A differenza di molti licei francesi, il Condorcet permetteva ai propri studenti di mangiare e dormire presso le proprie famiglie o in pensioni del quartiere, senza bisogno di permanere all'interno della scuola (che non possedeva, appunto, strutture come dormitori o refettori).
Le classi miste apparvero progressivamente, inizialmente nel 1930 per le classi preparatorie all'insegnamento universitario, poi nel 1975 per quelle di istruzione superiore.
Il liceo ha più volte cambiato nome a seconda del momento politico. Negli anni ha assunto i nomi:
- Lycée de la Chaussée d'Antin (1804)
- Lycée impérial Bonaparte     (1805 - 1814)
- Collège royal de Bourbon     (luglio 1815 - febbraio 1848)
- Lycée impérial Bonaparte     (marzo 1848 - ottobre 1870)
- Lycée Condorcet              (22 ottobre 1870 - 30 aprile 1874)
- Lycée Fontanes               (1º maggio 1874 - 27 gennaio 1883)
- Lycée Condorcet              (dal 1883)

Le sale della scuola portano il nome dei propri allievi poi divenuti celebrità.